# Масквош
Масквош (англ. Musquash) — парафія в Канаді, у провінції Нью-Брансвік, у складі графства Сент-Джон.

## Населення
За даними перепису 2016 року, парафія нараховувала 1194 особи, показавши скорочення на 0,5%, порівняно з 2011-м роком. Середня густина населення становила 5,1 осіб/км².
З офіційних мов обидвома одночасно володіли 115 жителів, тільки англійською — 1 070, а 5 — жодною з них. Усього 10 осіб вважали рідною мовою не одну з офіційних.
Працездатне населення становило 58,9% усього населення, рівень безробіття — 14,3% (20,6% серед чоловіків та 5,9% серед жінок). 94,1% осіб були найманими працівниками, а 5% — самозайнятими.
Середній дохід на особу становив $44 119 (медіана $36 366), при цьому для чоловіків — $49 906, а для жінок $37 777 (медіани — $46 656 та $24 640 відповідно).
38,6% мешканців мали закінчену шкільну освіту, не мали закінченої шкільної освіти — 16,8%, 44,1% мали післяшкільну освіту, з яких 24,7% мали диплом бакалавра, або вищий.
| Статево-вікова структура населення | Статево-вікова структура населення | Статево-вікова структура населення | Статево-вікова структура населення | Статево-вікова структура населення |
| ---------------------------------- | ---------------------------------- | ---------------------------------- | ---------------------------------- | ---------------------------------- |
|                                    |                                    |                                    |                                    |                                    |
| Всього                             | Всього                             | 52,3%47,7%                         |                                    |                                    |
| 0 — 14 років                       | 0 — 14 років                       |                                    | 15,4%                              | 15,4%                              |
| 15 — 64 років                      | 15 — 64 років                      |                                    | 66%                                | 66%                                |
| 65 і більше                        | 65 і більше                        |                                    | 18,7%                              | 18,7%                              |
| 85 і більше                        | 85 і більше                        |                                    | 1,2%                               | 1,2%                               |
| Середній вік (років)               | Середній вік (років)               | 43,143,2                           | 43,2                               | 43,2                               |
| Медіана (років)                    | Медіана (років)                    | 45,946,8                           | 46,3                               | 46,3                               |
| — чоловіки — жінки                 |                                    |                                    |                                    |                                    |

| Походження мешканців:     | Походження мешканців:     | Походження мешканців: | Походження мешканців: | Походження мешканців: |
| ------------------------- | ------------------------- | --------------------- | --------------------- | --------------------- |
| Походження                |                           |                       | осіб                  | %                     |
| Корінні американці        | Корінні американці        |                       | 50                    | 4.2%                  |
| Інше північноамериканське | Інше північноамериканське |                       | 520                   | 43.7%                 |
| Європейське               | Європейське               |                       | 810                   | 68.07%                |
| британське                | британське                |                       | 700                   | 58.82%                |
| французьке                | французьке                |                       | 245                   | 20.59%                |
| українське                | українське                |                       | 10                    | 0.84%                 |
| Азійське                  | Азійське                  |                       | 10                    | 0.84%                 |

| Зайнятість населення за галузями (за класифікацією NOC): | Зайнятість населення за галузями (за класифікацією NOC): | Зайнятість населення за галузями (за класифікацією NOC): | Зайнятість населення за галузями (за класифікацією NOC): | Зайнятість населення за галузями (за класифікацією NOC): |
| -------------------------------------------------------- | -------------------------------------------------------- | -------------------------------------------------------- | -------------------------------------------------------- | -------------------------------------------------------- |
|                                                          |                                                          |                                                          |                                                          |                                                          |
| Управління                                               | Управління                                               |                                                          | 5,1%                                                     | 5,1%                                                     |
| Бізнес, фінанси та адміністрування                       | Бізнес, фінанси та адміністрування                       |                                                          | 16,9%                                                    | 16,9%                                                    |
| Природничі та прикладні науки                            | Природничі та прикладні науки                            |                                                          | 1,7%                                                     | 1,7%                                                     |
| Охорона здоров'я                                         | Охорона здоров'я                                         |                                                          | 6,8%                                                     | 6,8%                                                     |
| Освіта, правозахист, муніципальні та урядові служби      | Освіта, правозахист, муніципальні та урядові служби      |                                                          | 9,3%                                                     | 9,3%                                                     |
| Мистецтво, культура, відпочинок та спорт                 | Мистецтво, культура, відпочинок та спорт                 |                                                          | 1,7%                                                     | 1,7%                                                     |
| Роздрібна торгівля та послуги                            | Роздрібна торгівля та послуги                            |                                                          | 22%                                                      | 22%                                                      |
| Гуртова торгівля, транспорт та обладнання                | Гуртова торгівля, транспорт та обладнання                |                                                          | 27,1%                                                    | 27,1%                                                    |
| Природні ресурси, сільське господарство                  | Природні ресурси, сільське господарство                  |                                                          | 4,2%                                                     | 4,2%                                                     |
| Виробництво                                              | Виробництво                                              |                                                          | 6,8%                                                     | 6,8%                                                     |

## Клімат
Середня річна температура становить 5,9°C, середня максимальна – 21,8°C, а середня мінімальна – -13,3°C. Середня річна кількість опадів – 1 233 мм.
| Клімат поселення                              | Клімат поселення | Клімат поселення | Клімат поселення | Клімат поселення | Клімат поселення | Клімат поселення | Клімат поселення | Клімат поселення | Клімат поселення | Клімат поселення | Клімат поселення | Клімат поселення | Клімат поселення |
| Показник                                      | Січ.             | Лют.             | Бер.             | Квіт.            | Трав.            | Черв.            | Лип.             | Серп.            | Вер.             | Жовт.            | Лист.            | Груд.            |                  |
| Середній максимум, °C                         | −1,6             | −0,51            | 4,40             | 10,40            | 16,12            | 20,74            | 21,80            | 21,83            | 17,80            | 12,14            | 6,86             | 0,18             |                  |
| Середня температура, °C                       | −7,44            | −6,35            | −1,46            | 4,56             | 10,28            | 14,90            | 17,68            | 17,70            | 13,66            | 8,00             | 2,73             | −3,96            |                  |
| Середній мінімум, °C                          | −13,28           | −12,2            | −7,31            | −1,29            | 4,44             | 9,05             | 13,54            | 13,57            | 9,51             | 3,87             | −1,4             | −8,09            |                  |
| Норма опадів, мм                              | 114              | 84               | 111              | 95               | 113              | 96               | 91               | 78               | 107              | 106              | 122              | 116              |                  |
| Середньомісячна швидкість вітру, м/с          | 4.56             | 4.54             | 4.55             | 4.33             | 3.96             | 3.63             | 3.19             | 3.12             | 3.54             | 4.04             | 4.38             | 4.64             |                  |
| Середньомісячна сонячна радіація, кДж/м²·день | 5462             | 8757             | 12290            | 15368            | 18183            | 20209            | 19910            | 17859            | 13423            | 8750             | 5201             | 4253             |                  |
| --------------------------------------------- | ---------------- | ---------------- | ---------------- | ---------------- | ---------------- | ---------------- | ---------------- | ---------------- | ---------------- | ---------------- | ---------------- | ---------------- | ---------------- |
| Джерело:                                      |                  |                  |                  |                  |                  |                  |                  |                  |                  |                  |                  |                  |                  |